# Mexacanthina lugubris
Mexacanthina lugubris is een slakkensoort uit de familie van de Muricidae. De wetenschappelijke naam van de soort is voor het eerst geldig gepubliceerd in 1821 door Sowerby.